# I nöd och lust
För andra betydelser, se I nöd och lust (olika betydelser).
I nöd och lust (originaltitel Til Death) är en amerikansk TV-serie i genren situationskomedi. Serien hade premiär 7 september 2006 i USA på Fox Broadcasting Companys kanaler. I Sverige sänds serien på TV3. Den är skriven och producerad av det gifta paret Josh Goldsmith och Cathy Yuspa. Seriens huvudroller innehas av Eddie Kaye Thomas och Kat Foster som paret Jeff och Steph Woodcock, samt Brad Garrett och Joely Fisher som paret Eddie och Joy Stark. Det nygifta paret Woodcock, som endast varit gifta i tolv dagar, flyttar in som grannar till part Stark som varit gifta i 23 år. De nygifta får en överraskande inblick i hur deras framtid kan komma att se ut.

## Handling
Seriens handling kretsar kring Eddie och Joy Stark som varit gifta i många år (8 743 dagar enligt pilotavsnittet). De bor i en förort till Philadelphia i USA och är grannar till ett nygift par – det unga paret Steph och Jeff. Eddie och Joy visas som det mer otrevliga paret som bråkar, skryter när de har rätt och kivas sinsemellan. I motsats till det är Jeff och Steph Woodcock det lyckliga, optimistiska paret som gör romantiska saker tillsammans och är rara mot varandra. Huvudidén med serien är att Steph och Jeff Woodcock får en skymt av deras framtid som ett gift par från Eddie och Joy Starks giftermål.

## Roller
- Brad Garrett – Eddie Stark
- Joely Fisher – Joy Stark
- Eddie Kaye Thomas – Jeff Woodcock
- Kat Foster – Steph Woodcock

### Återkommande roller
- Krysten Ritter – Allison Stark
- Anthony Anderson – Cofeld
- Margaret Cho – Nicole
- Jerry Lambert – Stan
- Will Sasso – Russ
- Timm Sharp – Doug